# 常大淳
常大淳（1792年—1853年），字正夫，號南陔，湖南衡陽人。清朝政治人物，累官湖北巡撫。太平軍破武昌時自盡。

## 生平
道光三年（1823年）中进士，选庶吉士，散館授翰林院编修，其後多次升遷，1833年任山東道監察御史。1837年任福建督糧道，署按察使；第一次鴉片戰爭時駐防泉、漳州防備英軍侵入。1842年任浙江鹽運使，後任安徽按察使。
咸豐二年（1852年），任湖北巡撫。同年12月，太平軍數萬围攻武漢，守城的正規軍僅得數千人。漢陽、漢口先後失守，1853年1月12日武昌城破，常氏自杀身亡。诏赠总督，谥文节，祀昭忠祠，於湖北建立专祠。与常大淳父子同时殉难的有正蓝旗汉军撫署巡捕官胡氏增喜及妻女（增喜之子同治二年癸亥（1863）恩科进士守忠）（据陳徽言，《武昌紀事》）。

## 延伸阅读
[在维基数据编辑]
 《清史稿·卷395》，出自趙爾巽《清史稿》